# Magnus Gripenwaldt
Magnus Gripenwaldt, före adlandet 1675 Greiff,  född 1 maj 1651 i Greifswald, död 18 januari 1696 i Loftahammars församling, Kalmar län, var en svensk militär.

## Biografi
Magnus Gripenwaldt föddes 1651 i Greifswald. Han var son till överkommissarien Per Gripenwaldt och Margareta Spalding. Gripenwaldt blev 6 maj 1673 fänrik vid Günthersberchs skånska infanteriregementet och 20 juli 1676 kapten vid Upplands regemente. Han blev 17 november 1676 major vid Vellingks regemente och senare överstelöjtnant vid Malmöska regementet. Gripenwaldt blev 27 september 1679 överstelöjtnant vid Österbottens regementet och 9 april 1681 överstelöjtnat vid Kalmar regemente. Han avled 1696 på Bjursunds säteri och begravdes jämte sin fru i Loftahammars kyrka.

### Familj
Gripenwaldt var gift med Armica Leijoncrantz (död 1718), dotter av burggreven Gerhard Leijoncrantz och Brita Norfelt i Göteborg. De fick tillsammans barnen löjtnanten Peter Gripenwaldt (1682–1707) vid Västgöta tremänningskavalleriregemente, Brita Catharina Gripenwaldt (1683–1737) som var gift med överstelöjtnanten Gustaf Lilliecrona, Ebba Maria Gripenwaldt (1684–1732) som var gift med kaptenen Markus Fredrik Anderssen, en son var löjtnant, Beata Eleonora Gripenwaldt (1688–1741) och Charlotta Gripenwaldt (1693–1731).